# 五百人大厅
43°46′9.64″N 11°15′24.45″E / 43.7693444°N 11.2567917°E
五百人大厅（Salone dei Cinquecento）是意大利佛罗伦萨具历史和艺术价值的旧宫内最大最富丽堂皇的房间，这令人印象深刻的大厅，位于建筑的二楼，后部附加的部分，长54米，宽23米，高18米。这是意大利最大的一个房间，为行政管理而设计。最后一次翻新是在2000-2001年。

## 历史

### 萨佛纳罗拉

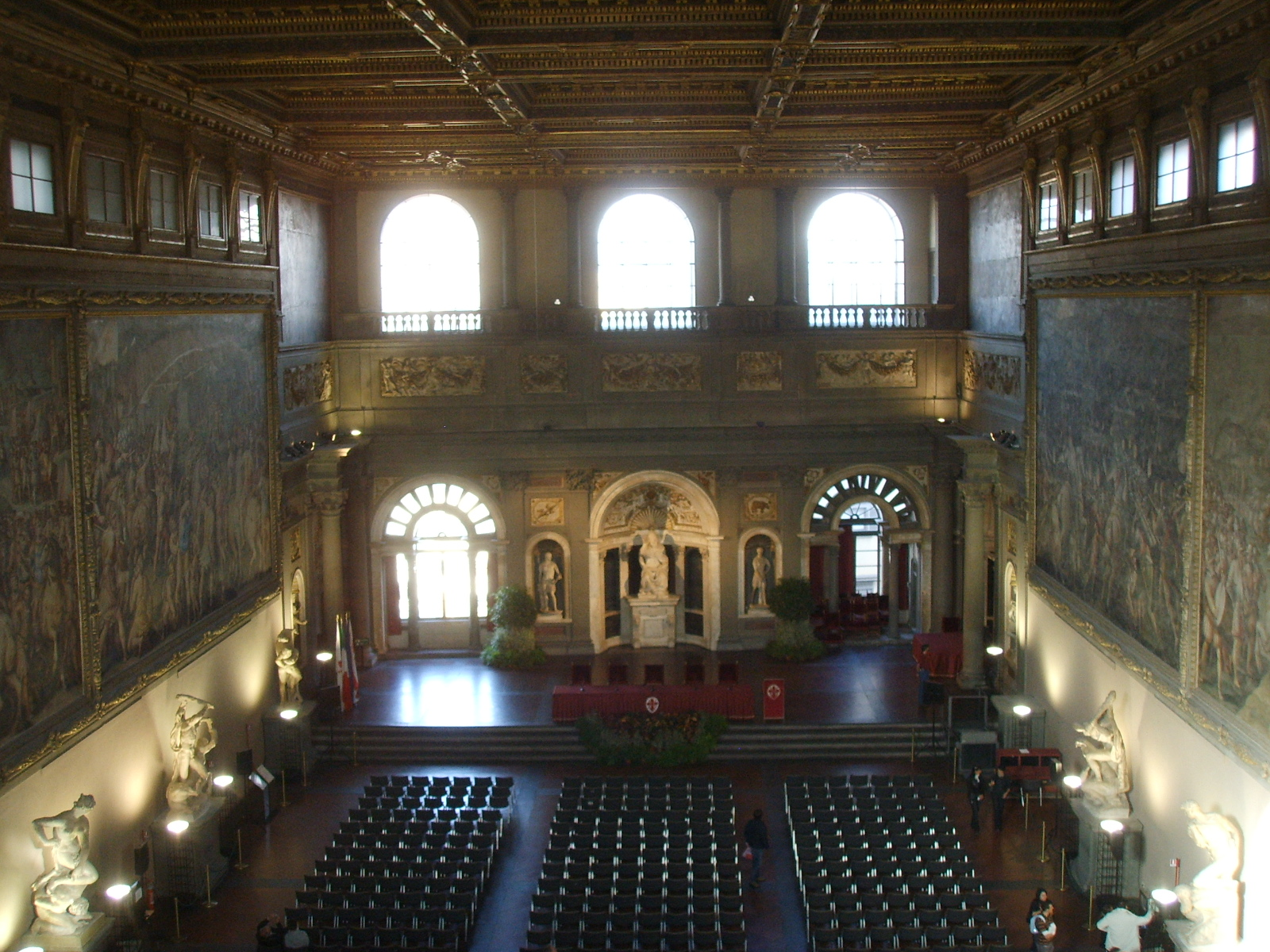
五百人大厅

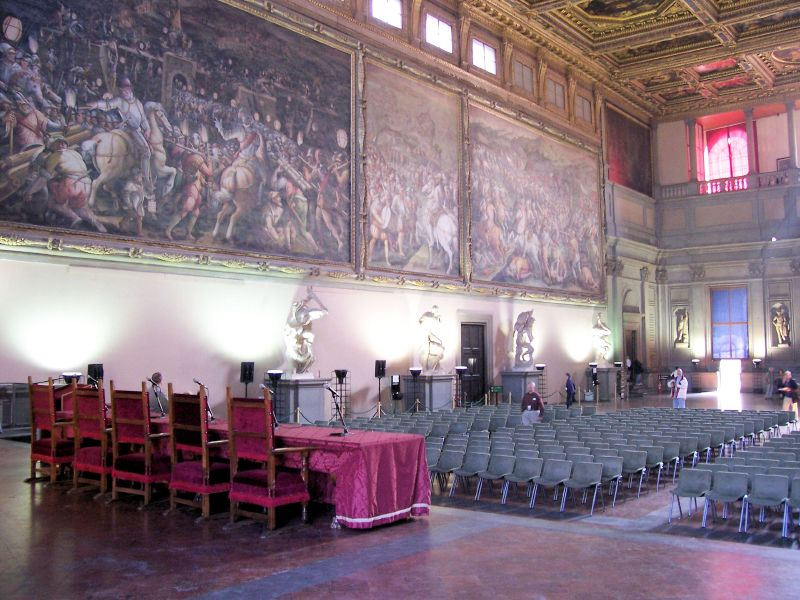

五百人大厅兴建于1494年，由萨佛纳罗拉委托Simone del Pollaiolo和Francesco di Domenico修建。这位来自费拉拉的修士在皮耶罗二世·德·美第奇被驱逐后成为佛罗伦萨共和国事实上的统治者。萨沃纳罗拉成立了五百人大会治理共和国。
按照萨沃纳罗拉的严格原则，房间很简洁，几乎毫无装饰。

### 达芬奇和米开朗基罗

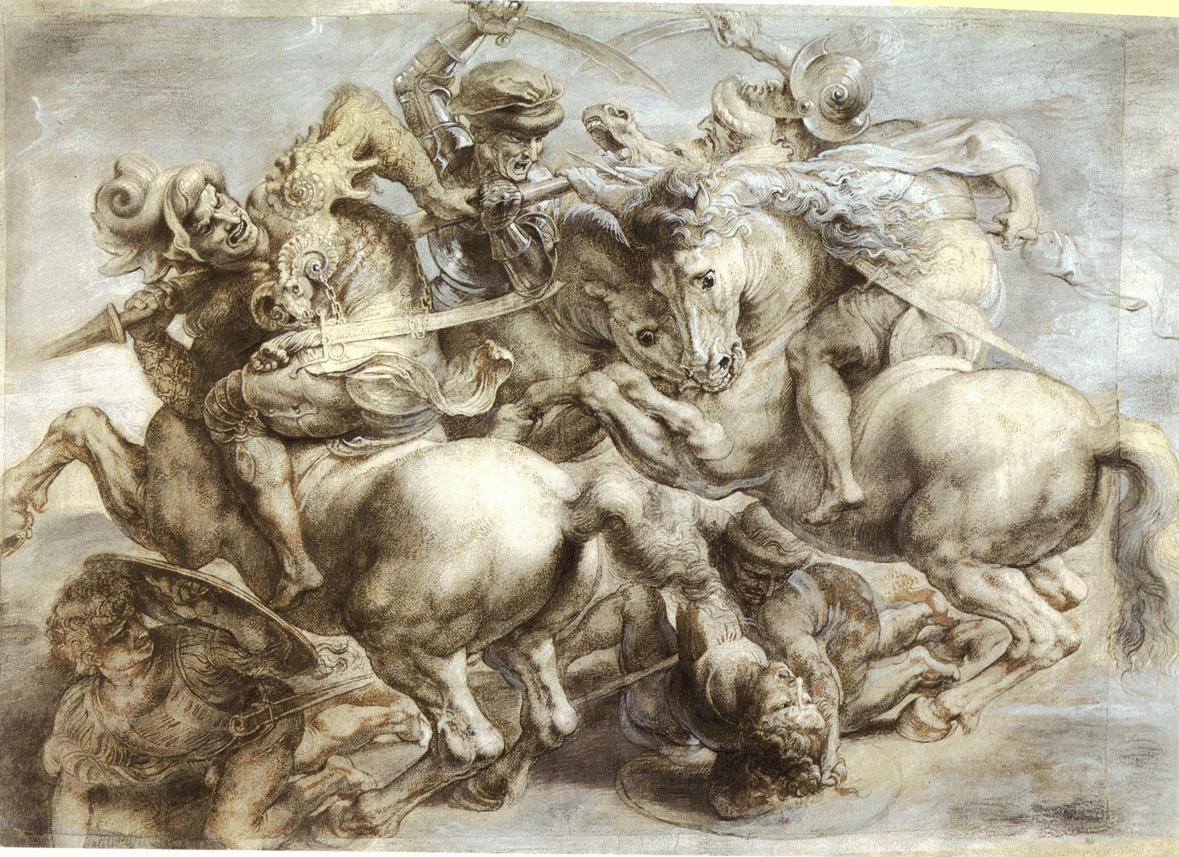
《安吉亚里之战》

16世纪初，达芬奇和米开朗基罗这两位文艺复兴的艺术大师有机会在此分别创作巨幅壁画《安吉亚里之战》和《卡希纳之战》。但是都未能完成自己的作品：达芬奇尝试蜡画技术失败，而米开朗基罗被儒略二世召往罗马。原作等都失去了，但有复制品和草图。

### 科西莫一世
科西莫一世